# Language Interface Pack
Nella terminologia Microsoft, un Language Interface Pack (LIP) è un'interfaccia localizzata per la localizzazione di software emergenti o software in mercati di lingua minoritaria, come il lituano, il serbo, la lingua hindi, marathi, kannada, tamil, e il tailandese. Basato sulla tecnologia MUI, un LIP richiede che il software abbia una lingua di base pre-installata e fornisce agli utenti circa l'80% dell'interfaccia utente localizzata traducendo solo un insieme ridotto di elementi. A differenza di MUI, che sono disponibili solo per i clienti in possesso di una licenza Microsoft, un Language Interface Pack è disponibile gratuitamente e può essere installato su una copia con licenza di Microsoft Windows o di Office e una lingua di base fissa.
Tipicamente, un Language Interface Pack è progettato per i mercati regionali che non hanno un pacchetto MUI completo o versioni completamente localizzate di un prodotto. Si tratta di una soluzione localizzata intermedia che consente agli utenti di computer di adattare il loro software per visualizzare molte funzioni più comunemente utilizzate nella loro lingua madre. Ogni nuovo Language Interface Pack è costruito utilizzando il glossario creato dalla Community Glossary Project in collaborazione con il governo locale, con il mondo accademico e con esperti linguistici locali.